# Eduardo Gallardo
Eduardo Gallardo (nascido em 20 de abril de 1969) é um treinador argentino de handebol. Comandou a seleção argentina que ficou em décimo lugar nos Jogos Olímpicos de Verão de 2016 no Rio de Janeiro. Também assumiu a equipe em Londres 2012, terminando na décima posição.